# Wejherowo Śmiechowo
Wejherowo Śmiechowo – przystanek kolejowy, obsługiwany także przez Szybką Kolej Miejskią, leżący w Wejherowie w dzielnicy Śmiechowo.
Przystanek posiada cztery wejścia od strony ul. Gdańskiej i Sikorskiego. W kasie biletowej znajdują się kasowniki i tablice informacyjne z rozkładem jazdy SKM dla przystanku Wejherowo Śmiechowo.

## Ruch pasażerski
| Rok  | Wymiana pasażerska na dobę |
| ---- | -------------------------- |
| 2017 | 1 500-2 000                |
| 2022 | 2 000-3 000                |